# Пам'ять автомата
Па́м'ять автома́та — кількість станів автомата; іноді під терміном «пам'ять автомата» розуміють логарифм від цієї кількості. 
Наприклад комп'ютер з розміром RAM в n біт, можна моделювати скінченним автоматом з {\displaystyle 2^{n}+n} станами ({\displaystyle 2^{n}} станів RAM і додатково n станів індексного регістра), тому розмір RAM в бітах приблизно дорівнює логарифму від числа станів.
Різні типи автоматів що виконують еквівалентні функції потребують різної пам'яті. Наприклад детермінований скінченний автомат в найгіршому випадку матиме {\displaystyle 2^{n}} станів, а еквівалентний йому недетермінований - лише n. Це пояснюється тим, що будь-якому стану детермінованого автомата відповідатиме підмножина станів недетермінованого, а їх кількість - булеан. Детальніше дивіться Детермінізація НДСкА.